# Romaza
Romaza ist ein Dorf in der Landgemeinde Korgom in Niger.

## Geographie
Das von einem traditionellen Ortsvorsteher (chef traditionnel) geleitete Dorf liegt am rechten Ufer des Trockentals Goulbi May Farou. Es befindet sich etwa fünf Kilometer nördlich der Staatsgrenze zu Nigeria und rund 18 Kilometer südwestlich des Hauptorts Korgom der gleichnamigen Landgemeinde, die zum Departement Tessaoua in der Region Maradi gehört. Zu den Siedlungen in der näheren Umgebung von Romaza zählen Gollom im Nordwesten, Aïkawa im Norden, Hawandawaki im Nordosten, Dodori im Osten und Bossossoua im Südosten.
Romaza ist Teil der Übergangszone zwischen Sahel und Sudan. Die durchschnittliche jährliche Niederschlagsmenge beträgt hier zwischen 400 und 500 mm.

## Bevölkerung
Bei der Volkszählung 2012 hatte Romaza 1228 Einwohner, die in 166 Haushalten lebten. Bei der Volkszählung 2001 betrug die Einwohnerzahl 797 in 110 Haushalten und bei der Volkszählung 1988 belief sich die Einwohnerzahl auf 987 in 144 Haushalten.
Die Zone entlang des Trockentals gehört zu den am dichtesten besiedelten und zugleich zu den ärmsten Nigers, mit erhöhter Unterernährung.

## Wirtschaft und Infrastruktur
Im Dorf ist ein Gesundheitszentrum des Typs Centre de Santé Intégré (CSI) vorhanden. Es gibt eine Schule.